# Demi-Monde
Demi-Monde (Originaltitel: Le Demi-monde) ist ein Schauspiel in fünf Akten von Alexandre Dumas dem Jüngeren, das am 20. März 1855 am Théâtre du gymnase uraufgeführt wurde. Es beschreibt die Zustände des französischen Adels in Paris zu Beginn des Zweiten Kaiserreichs unter Napoleon III.

## Rollen
- Suzanne Baronin d’Ange („von Engel“)
- Raymond de Nanjac, in Suzanne verliebt
- Olivier de Jalin, Lebemann und vormaliger Geliebter von Suzanne
- Marquis de Thonnerins, formell noch Vormund von Suzanne
- Hyppolite Richond
- Valentine de Santis, getrennt lebend vom Hyppolite Richond
- Marcelle de Sancereaux
- Vicomtesse de Vernières, Tante und Vormund der Marcelle
- Sophie, Suzannes Kammermädchen

## Handlung

### I. Akt (bei Olivier)
Die Vicomtesse de Vernières hat de Jalin aufgesucht, damit dieser ein Duell zwischen zwei ihrer gestrigen Gäste wegen Streitigkeiten beim Glücksspiel Pharo verhindert. Jalin sagt ihr das zu. Wegen ihrer Verschwendungssucht ist sie darauf angewiesen, ihre Nichte Marcelle de Sancereaux, die auch ihr Mündel ist, bald zu verheiraten und versucht Jalin dazu zu überreden, diese zur Braut zu nehmen; er lehnt jedoch ab, da sie Umgang mit Valentine de Santis habe, von der sich ihr Ehemann Hyppolite Richond nach einem Fehltritt getrennt hat, er ist nicht von ihr geschieden, hat ihr aber untersagt, seinen bürgerlichen(!) Namen zu führen. (Durch die Namen ist offensichtlich, dass Richond kein Adeliger ist, und de Santis ihn wegen seines Geldes geheiratet hat.) Valentine kommt mit Marcelle, um die Vicomtesse abzuholen. De Santis hat von Richond ihre Mitgift zurückerhalten, aber es ist absehbar, dass sie wie die Vicomtesse wegen ihres verschwenderischen Lebensstils bald kein Geld mehr haben wird, wenn sie nicht einen Mann findet, der sie heiratet. Hyppolite, der eine Sekundant des geforderten Duellanten, gewinnt Jalin dazu, mit dem Sekundanten der Gegenseite eine Aussöhnung zu versuchen. Suzanne d’Ange kommt, um Jalin ihre Aufwartung zu machen und sondiert, ob er die Affäre mit ihr fortsetzen möchte. Er will aber nur ihr Freund bleiben. Raymond de Nanjac, der Sekundant der Gegenseite, tritt auf und sieht kurz Suzanne, in die er sich vor wenigen Tagen verliebt hat. Jalin kann das Duell abwenden, weil es legitim sei, dass der Geforderte sein Geld sichert und nicht gezwungen werden darf weiterzuspielen. Er gibt auch zu verstehen, dass ein Ehrenmann sein Einkommen nicht durch Kartenspielen erlangt.

### II. Akt (bei der Vicomtesse)
Die Vicomtesse erwartet Gäste an ihrem jour fixe. Bevor diese kommen, erhält sie etwas Geld von Suzanne, um Gläubiger befriedigen zu können, die sie sofort aufsucht, während die Baronin die ersten Gäste empfängt. Zuerst kommt der Marquis Thonnerins, um abzusagen. Um Nanjac heiraten zu können, bittet Suzanne, die formell immer noch sein Mündel ist, ihn darum, ihr ihre Vermögensverhältnisse offen zu legen und darüber verfügen zu dürfen, was er ihr gewährt. Nanjac gesteht ihr erneut seine Liebe, doch ihrem Ex Jalin, der inzwischen auch gekommen ist, erklärt sie vertraulich, mit Nanjac nur freundschaftlich zu verkehren. Hyppolite trifft auf seine Noch-Ehefrau de Santis, die ihn um finanzielle Unterstützung bittet, was er ihr abschlägt. Nanjac, der in Afrika als Soldat gedient hat und erst kürzlich nach Paris zurückgekehrt ist, schließt Freundschaft mit Jalin, der ihm erklärt, wie sich Mitglieder ehrbarer Familien von der Demi-Monde abgrenzen. Später bittet Suzanne Jalin, Nanjac darin zu bestärken, wenn dieser sie heiraten wolle. Jalin lehnt ab, und sie fordert die Briefe zurück, die sie ihm während ihrer Affäre geschickt habe.

### III. Akt (Salon bei Suzanne)
Da Marcelles Erbe bald aufgezehrt sein wird, bittet sie Suzanne, sich bei ihrem Noch-Vormund Thonnerins dazu zu verwenden, sie als Gesellschafterin seiner Tochter anzunehmen. Suzanne macht sich unverzüglich auf den Weg, und Marcelle geht mit neuem Mut nach Hause. Jalin will Suzanne die geforderten Briefe zurückgeben, Nanjac trifft ihn an und gesteht ihm, Suzanne heiraten zu wollen; jener rät ihm davon dringend ab: eine Frau wie die Baronin heirate einen Mann aus gutem Hause nicht. Olivier legt die von Suzanne zurückgeforderten Briefe auf einem Tisch ab, und Raymond widersteht der Versuchung, sie durchzusehen. Suzanne hat inzwischen ihre Geburts- und Heiratsurkunde sowie den Totenschein ihres Mannes besorgt und übergibt sie Raymond für die bevorstehende Heirat. Nach ihrer Geburtsurkunde stammt sie aus gräflicher Familie und heiratete den im Adelsrang unter ihr stehenden und wesentlich älteren Baron offenbar, um ihrer Familie das Erbrecht auf dessen Besitz zu erwerben. Raymond fordert von ihr, zu beschwören, dass sie nicht Jalins Geliebte war, und fordert sie, ihm an Jalin gerichteten Briefe zu zeigen und eine Schriftprobe abzulegen, was sie schließlich gewährt. Die Schriften stimmen nicht überein. Inzwischen hat de Thonnerins zu verstehen gegeben, dass Marcelle nicht der richtige Umgang für seine Tochter sei. Olivier kommt hinzu und verspricht Marcelle seine Hilfe. Nach deren Abgang sagt Jalin Suzanne, dass er ihre Heirat mit Nanjac weiter hintertreiben werde. Sie verrät ihm, dass sie nie selbst vertrauliche Briefe schreibe, sondern sie von ihrer Freundin Frau de Santis habe schreiben lassen, so dass Raymond ihr geglaubt hat, dass sie kein Verhältnis mit Olivier gehabt habe.

### IV. Akt (bei Suzanne)
Damit die Familie Nanjacs nicht durch Raymonds Heirat mit Suzanne kompromittiert werde, untersagt Thonnerins seinem Mündel die Hochzeit. Suzanne sichert ihm zu, dass sie ohnehin vorgehabt habe, Raymond freizugeben. Valentine sucht Suzanne auf, um ihr mitzuteilen, dass sie ins Ausland abreise, da sie von niemandem in Paris mehr Geld zu erwarten habe. Raymond teilt Suzanne mit, dass er die gemeinsame Hochzeit für den nächsten Tag vorbereitet habe. Jalin kommt, um die für Raymond kompromittierende Heirat zu verhindern und gibt vor, Suzanne immer noch zu lieben. Er trifft auf Raymond, der ihn aus Eifersucht zum Duell fordert. Suzanne versucht halbherzig, Raymond das Duell auszureden und, als er der Papiere angesichtig wird, in denen ihr Vormund Thonnerins ihr die Verfügungsgewalt über ihr Vermögen übertragen hat, muss sie ihm gestehen, dass die Dokumente ihrer Herkunft gefälscht waren, was seine Liebe zu ihr und seine Eifersucht auf Jalin weiter anstachelt.

### V. Akt (bei Olivier de Jalin)
Marcelle versucht vergeblich, Jalin das Duell auszureden. Nachdem Jalin sich verabschiedet hat, bittet sie Suzanne inständig, in letzter Minute einzuschreiten Diese hat daran aber wenig Interesse, da sie glaubt, der Überlebende, der sich ihretwegen geschlagen hat, würde sie heiraten müssen und ihr die ersehnte Stellung in der Gesellschaft verschaffen. Olivier wird verwundet hereingetragen. Er berichtet, de Nanjac getötet zu haben. Als Suzanne Olivier auffordert, mit ihr Paris zu verlassen, kommt Raymond herein. Die beiden haben das Duell nur zum Schein geführt. Suzanne ist endgültig kompromittiert und muss Frankreich verlassen. Marcelle wird eine Stellung als Gesellschafterin in der Provinz antreten, die ihr Jalin verschafft hat.

## Hörspielbearbeitung
1980 erstellte der ORF Oberösterreich unter dem Titel Halbwelt eine knapp 106-minütige Hörspielfassung. Die Erstsendung fand am 29. März 1980 statt.
Unter der Regie von Ferry Bauer sprachen u. a. Lola Müthel, Helga Fellerer, Brigitte Umlauf, Lisl Schmidt, Bernd Ripken, Hans Caninenberg, Dieter Naumann und Andrea Jonasson.

## Ausgaben
- Alexandre Dumas d. J.: Le Demi-monde. Michel Lévy Frères, Paris, 1855. Originalausgabe. 4. Auflage:
- Alexandre Dumas d. J.: Demi-Monde. Deutsche Übersetzung von P.J. Reinhard. J. B. Wallishausser, Wien, 1855.
- Alexandre Dumas d. J.: Demi-Monde. Deutsche Übersetzung von Otto Randolf. Philip Reclam jr., Leipzig, o. J. (1874?).
- Alexandre Dumas d. J.: Le Demi-monde. Oxford university press, New York, London [etc.], 1921. Französische Ausgabe mit englischem Kommentar.